# 蒲夕二
蒲 夕二（かば ゆうじ）は、日本の漫画家。

## 経歴
蒲夕二は諫山創の下で『進撃の巨人』のアシスタントを長らくしており、アシスタント時代の蒲について諌山はスクリーントーン貼りと背景のどちらも得意で、表情のしわや繊細な描写に長けていて、「ここ一番の気持ち悪い表情」といった際には蒲に頼んでいたと語っている。
絵本奈央は、主力のアシスタントがいなくなった際に担当編集者経由で諫山から蒲を紹介してもらった。絵本の『それでも僕は君が好き』(原作：徐譽庭）では、作中で上演されている映画などを蒲が描いている。絵本の『ジョゼと虎と魚たち』でも蒲はアシスタントを務めていたが、『人類を滅亡させてはいけません』（原作：高畑弓）の連載を始めるにあたってアシスタントを辞めることになった。
ライブペイントをやっていた時期もあるため、蒲自身は「勢いを大事にして描く」のが好きと語っている。『人類を滅亡させてはいけません』（原作:高畑弓）2巻の中ほどから完全デジタルでの執筆となっている。

## 作品リスト
- 『人類を滅亡させてはいけません』白泉社〈ヤングアニマルコミックス〉全3巻（原作：高畑弓、『ヤングアニマル』2020年18号[5] - 2022年5号）
- 『描くなるうえは』白泉社〈ヤングアニマルコミックス〉既刊5巻（原作：高畑弓、『ヤングアニマル』2023年5号[6] - 連載中）

## 関連人物
- 高畑弓 - 原作者。諫山創、絵本奈央の下でアシスタントの同僚でもある[1][2]。

師匠
- 諫山創
- ノ村優介
- 絵本奈央